# Hildegard Knef
Hildegard Knef ((tysk udtale: [kneːf]), født Hildegard Frieda Albertine Knef 28. december 1925 i Ulm i Tyskland, død 1. februar 2002 i Berlin) var en tysk skuespillerinde, visesangerinde og forfatterinde.

## Liv og virke

### Baggrund
Som 15-årig begyndte Hildegard Knef en uddannelse som tegner på UFA's filmstudier i Berlin. Her blev hun bemærket af UFA's filmchef Wolfgang Liebeneiner og blev fra da af styret i retning af skuespil.

### Filmskuespiller
Hun var et sygeligt underernæret »krigsbarn«, da hun før hun var 20 år, fik sin filmdebut i nazistiske propagandafilm, blandt andet Unter den Brücken (1944), Fahrt ins Glück (1945), mens Det tredje rige var på vej mod sin undergang. Hun forelskede sig i en af toppen af den tyske filmindustri, Ewald von Demandowsky, som i øvrigt også var en af Joseph Goebbels' favoritter. Da hendes elskede blev sendt af sted til fronten for at kæmpe mod de invaderende sovjetiske styrker, fulgte hun med ham forklædt som en dreng. Begge blev taget til fange af russerne. Det lykkedes hende at flygte, men hun så aldrig sin elskede igen.
Hildegard Knef fik sit gennembrud på skærmen i 1946 i Die Mörder sind unter uns (Morderne iblandt os) og havde også succes i Die Sünderin (Synderinden) i 1951, hvor hun lavede en skandaløs nøgenscene.
Hun medvirkede i amerikanske film, bl.a. i Decision Before Dawn (Afgørelse ved daggry) (1951) og The Snows of Kilimanjaro (Sneen på Kilimanjaro) (1952) efter Ernest Hemingways roman.

### Sange og bøger
Hildegard Knef havde en betydelig karriere som sanger og kunstner. I 1960'erne begyndte hun en ny karriere som chanson-sangerinde. Hun fremførte sine egne tekster med sin meget karakteristiske stemme. I 1971 fortalte hun ganske åbent om sine oplevelser fra Anden Verdenskrig i Der geschenkte Gaul, som blev en bestseller. Den blev oversat til dansk med titlen Livets karrusel i 1971.
Efter sin debut som chansonsangerinde blev hun ramt af kræft og gennemgik omkring 60 operationer. Hun beskriver sygdomsperioden i sin anden bog, Das Urteil oder Der Gegenmensch (1975).
Knef var gift tre gange og fik en datter født i 1968 i sit andet ægteskab med den britiske skuespiller David Cameron.

## Filmografi
- Die Brüder Noltenius (1945)
- Frühlingsmelodie (1945) - Zwilling ohne Leberfleck
- Unter den Brücken (1946) - pige i Havelberg
- Morderne iblandt os (1946) - Susanne Wallner
- Zwischen gestern und morgen (1947) - Das Mädchen Kat
- Filmen uden navn (1948) - Christine Fleming
- Fahrt ins Glück (1948) - Susanne Loevengaard
- Synderinden (1951) - Marina
- Es geschehen noch Wunder (1951) - Anita Weidner
- Afgørelse ved daggry (1951) - Hilde
- Natkørsel til Frankfurt (1952) - Inge Hoffmann
- Kurér til Triest (1952) - Janine Betki
- Sneen på Kilimanjaro (1952) - grevinde Liz
- Night without sleep (1952) - Lisa Muller
- Alraune (1952) - Alraune
- Henriettes festdag (1952) - Rita Solar
- Illusion in Moll (1952) - Lydia Bauer
- Den ukendte mand (1953) - Bettina
- Eine Liebesgeschichte (1954) - Lili Schallweiß, skuespillerinde
- Bei Dir war es immer so schön (1954) - mindre rolle (uden kreditering)
- Geständnis unter vier Augen (1954) - Hilde Schaumburg-Garden
- Svengali (1954) - Trilby
- Flugten fra fremmedlegionen (1958) - Madeleine Durand
- La fille de Hambourg (1958) - Maria
- Han kom om natten (1959) - Lilli Hoffman
- Der Mann, der sich verkaufte (1959) - Martina Schilling
- La strada dei giganti (1960) - Maria Luisa di Borbone
- Lulu (1962) - baronesse Geschwitz
- Ipnosi (1962)
- Caterina di Russia (1963) - Catherine den Store
- Er det synd at myrde kvinder? (1963) - Mme X. / Madame Ixe
- Laser og pjalter (de) (1963) - Jenny Diver
- Ballade pour un voyou (1963) - Martha Schwartz
- Elskovsleg (de) (1963) - Callgirl
- Gibraltar (1964) - Elinor van Berg
- Mordcentral Triest (1964) - Laura Lorelli
- Hvor synden trives (1964) - Alwine
- Mozambique (1964) - Ilona Valdez
- The Dirty Dozen (1967) - (uden kreditering)
- The Lost Continent (1968) - Eva Peters
- Everyone Dies Alone (1976) - Anna Quangel
- Den gådefulde Fedora (1978) - grevinden
- Warum die UFOs unseren Salat klauen (de) (1980) - Peters mor
- Der Gärtner von Toulouse (1982) - Frau Théophot
- Flügeln und Fesseln (1984) - Mutter Paula
- La casa 4 (Witchcraft) (1988) - Kvinde i sort
- Pocahontas (1995) - (tysk dub)
- Eine fast perfekte Hochzeit (1999) - Marlene Wolf-Schönberg, Hennys tante